# 卡尔施塔特
卡尔施塔特（德語：Karlstadt，發音：[ˈkaʁlʃtat] ⓘ）是德国巴伐利亚州下弗兰肯行政区美因-施佩萨特县的城市，也是美因-施佩萨特县的县治，面积98.15平方千米，2023年12月31日人口为15,062人。

## 交通
汉诺威－维尔茨堡高速铁路南北纵穿该市镇辖区。

## 人物
- 约翰·舍纳，地理學家、天文學家、數學家、製圖學家。以製作地球儀的精良技術馳名。
- 約翰·格勞勃，药剂师、化学家[2]，被誉为“首位化学工程师之一”[3]，1604年3月10日生于在卡尔施塔特，1670年3月16日卒于阿姆斯特丹。